# Richie Stanaway
Richie Stanaway (Rotorua, 24 de novembro de 1991) é um automobilista da Nova Zelândia. Em 2016, ele competiu no Campeonato Mundial de Endurance da FIA.
Stanaway foi campeão alemão de Fórmula 3 em 2011, antes de se transferir para a GP3 Series e Fórmula Renault 3.5, onde teve várias vitórias e pódios. Em 2015, ele participou da GP2 Series, antiga categoria de suporte da Fórmula 1, ganhando duas corridas.